# Felipe Carballo
Felipe Ignacio Carballo Ares (Montevideo, 4 ottobre 1996) è un calciatore uruguaiano, centrocampista del Portland Timbers, in prestito dal Grêmio.

## Caratteristiche tecniche
È un mediano.

## Carriera

### Club
Cresciuto nelle giovanili del Nacional, ha esordito il 25 febbraio 2016 in occasione del match di Coppa Libertadores pareggiato 1-1 contro il Rosario Central.
Nel 2017 è stato acquistato dal Siviglia che lo ha aggregato alla seconda squadra.

### Nazionale
Dopo aver giocato nella nazionale Under-17 uruguaiana, il 24 marzo 2023 esordisce in nazionale maggiore nell'amichevole pareggiata per 1-1 contro il Giappone.

## Statistiche

### Presenze e reti nei club
Statistiche aggiornate all'11 agosto 2018.
| Stagione        | Squadra           | Campionato      | Campionato | Campionato | Coppe nazionali | Coppe nazionali | Coppe nazionali | Coppe continentali | Coppe continentali | Coppe continentali | Altre coppe | Altre coppe | Altre coppe | Totale | Totale | Totale |
| Stagione        | Squadra           | Comp            | Pres       | Reti       | Comp            | Pres            | Reti            | Comp               | Pres               | Reti               | Comp        | Pres        | Reti        | Pres   | Reti   |        |
| --------------- | ----------------- | --------------- | ---------- | ---------- | --------------- | --------------- | --------------- | ------------------ | ------------------ | ------------------ | ----------- | ----------- | ----------- | ------ | ------ | ------ |
| 2015-2016       | Nacional          | PD              | 10         | 1          |                 | -               | -               | CL                 | 7                  | 0                  |             | -           | -           | 17     | 1      |        |
| 2016            | Nacional          | PD              | 1          | 0          |                 | -               | -               |                    | -                  | -                  |             | -           | -           | 1      | 0      |        |
| 2017            | Nacional          | PD              | 11         | 3          |                 | -               | -               | CL                 | 3                  | 0                  |             | -           | -           | 14     | 3      |        |
| Totale Nacional | Totale Nacional   | Totale Nacional | 22         | 4          |                 | -               | -               |                    | 10                 | 0                  |             | -           | -           | 32     | 4      |        |
| 2017-2018       | Siviglia Atlético | SD              | 17         | 0          |                 | -               | -               |                    | -                  | -                  |             | -           | -           | 17     | 0      |        |
| Totale carriera | Totale carriera   | Totale carriera | 39         | 4          |                 | -               | -               |                    | 10                 | 0                  |             | -           | -           | 49     | 4      |        |

### Cronologia presenze e reti in nazionale
| Cronologia completa delle presenze e delle reti in nazionale ― Uruguay | Cronologia completa delle presenze e delle reti in nazionale ― Uruguay | Cronologia completa delle presenze e delle reti in nazionale ― Uruguay | Cronologia completa delle presenze e delle reti in nazionale ― Uruguay | Cronologia completa delle presenze e delle reti in nazionale ― Uruguay | Cronologia completa delle presenze e delle reti in nazionale ― Uruguay | Cronologia completa delle presenze e delle reti in nazionale ― Uruguay | Cronologia completa delle presenze e delle reti in nazionale ― Uruguay |
| Data                                                                   | Città                                                                  | In casa                                                                | Risultato                                                              | Ospiti                                                                 | Competizione                                                           | Reti                                                                   | Note                                                                   |
| ---------------------------------------------------------------------- | ---------------------------------------------------------------------- | ---------------------------------------------------------------------- | ---------------------------------------------------------------------- | ---------------------------------------------------------------------- | ---------------------------------------------------------------------- | ---------------------------------------------------------------------- | ---------------------------------------------------------------------- |
| 24-3-2023                                                              | Tokyo                                                                  | Giappone                                                               | 1 – 1                                                                  | Uruguay                                                                | Amichevole                                                             | -                                                                      | 77’                                                                    |
| 28-3-2023                                                              | Seul                                                                   | Corea del Sud                                                          | 1 – 2                                                                  | Uruguay                                                                | Amichevole                                                             | -                                                                      | 46’                                                                    |
| 14-6-2023                                                              | Montevideo                                                             | Uruguay                                                                | 4 – 1                                                                  | Nicaragua                                                              | Amichevole                                                             | -                                                                      | 85’                                                                    |
| 20-6-2023                                                              | Montevideo                                                             | Uruguay                                                                | 2 – 0                                                                  | Cuba                                                                   | Amichevole                                                             | -                                                                      |                                                                        |
| 8-9-2023                                                               | Montevideo                                                             | Uruguay                                                                | 3 – 1                                                                  | Cile                                                                   | Qual. Mondiali 2026                                                    | -                                                                      | 87’                                                                    |
| 12-9-2023                                                              | Quito                                                                  | Ecuador                                                                | 2 – 1                                                                  | Uruguay                                                                | Qual. Mondiali 2026                                                    | -                                                                      | 46’                                                                    |
| 21-11-2023                                                             | Montevideo                                                             | Uruguay                                                                | 3 – 0                                                                  | Bolivia                                                                | Qual. Mondiali 2026                                                    | -                                                                      | 86’                                                                    |
| Totale                                                                 |                                                                        | Presenze                                                               | 7                                                                      |                                                                        | Reti                                                                   | 0                                                                      |                                                                        |

## Palmarès

### Club

#### Competizioni nazionali
- Supercopa Uruguaya: 1

Nacional: 2019
- Campionato uruguaiano: 1

Nacional: 2022

#### Competizioni statali
- Campionato Gaúcho: 2

Grêmio: 2023, 2024